# 범퍼카

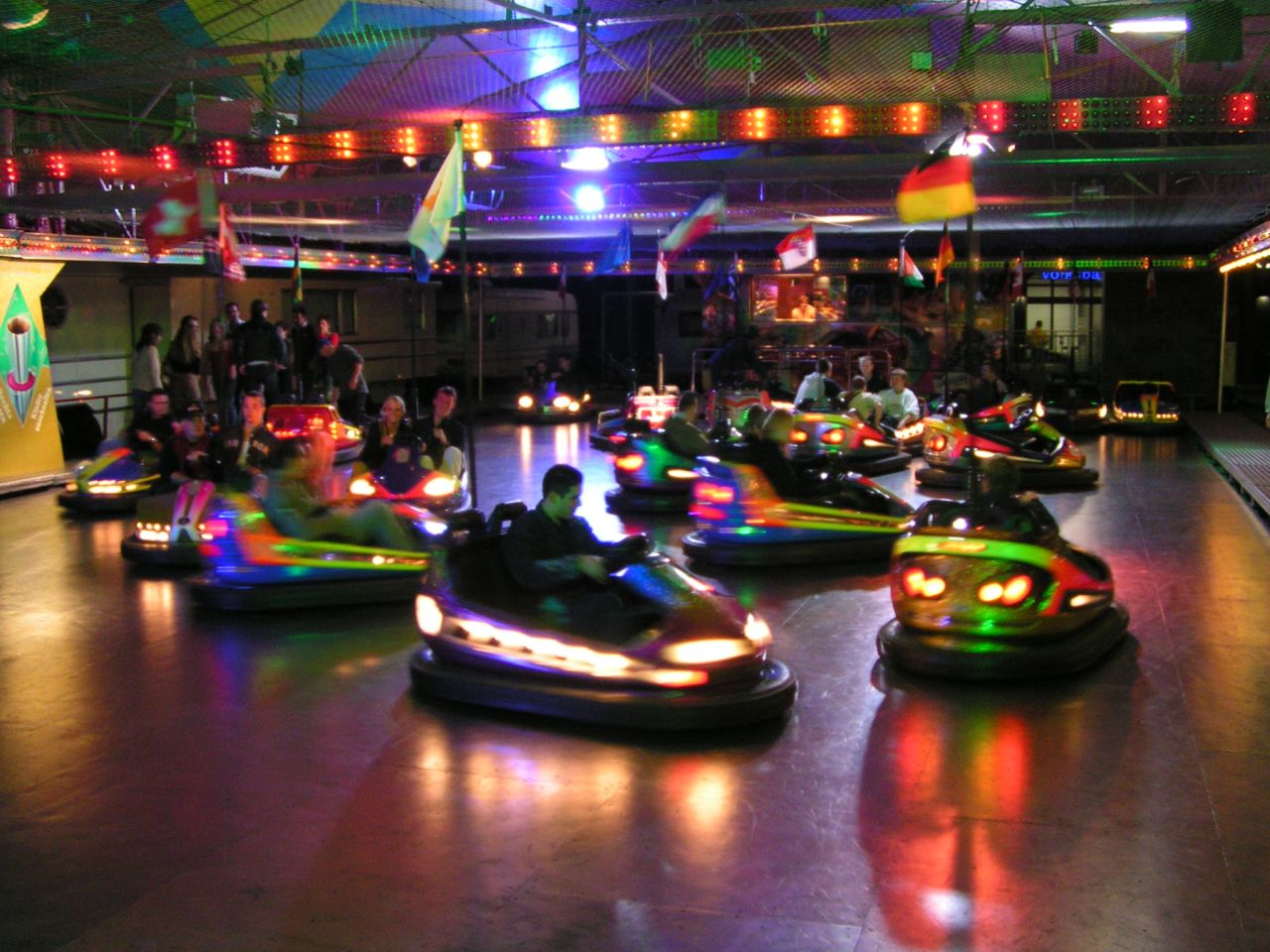
범퍼카

범퍼카(bumper car)는 놀이기구의 종류 중 하나로, 전기로 움직이는 자동차이다. 닷젬(dotgem)이라고도 한다.
바닥 및 천장에서 전력을 끌어오고 작업자가 원격으로 켜고 끄는 여러 개의 소형 전기 자동차로 구성된 평평한 놀이기구 유형의 일반적인 이름이다. 범퍼카는 부딪히기 위한 것이 아니므로 원래 이름은 닷젬(Dodgem)이다. 범핑 카, 닷지 카, 대시 카라고도 한다. 범퍼카에 대한 최초의 특허는 1921년에 출원되었다.

## 같이 보기
- 정류자
- 전기차량
- 고카트